# Tally Weijl
Tally Weijl (TALLY WEiJL) — модний бренд, що розташований в Базель, Швейцарія. Компанія представлена в 37 країнах з більш ніж 780 магазинами і налічує понад 3 400 працівників (станом на лютий 2015 року). Tally Weijl була засновали  Tally Elfassi-Weijl та Beat Grüring в 1984 році.
Компанія має магазини в: Ірані, Австрії, Боснії і Герцеговині, Болгарії, Хорватії, Дубаї, Франції, Німеччині, Греції, Угорщині, Ірландії, Італії, Лівані, Литві, Люксембурзі, Мальті, Македонії, Чорногорії, Нідерландах, Польщі, Португалії, Сербії, Словенії, Швейцарії, Україні, Росії і Туреччині, та інших.

## Магазини
Кількість магазинів Tally Weijl станом на 16 березня 2019 року:
Африка
- Єгипет: 3
- ПАР: 2
- Лівія: opening 2016
- Реюньйон: 2

Америка
- Гватемала: 2

Азія
- Іран: 3
- Саудівська Аравія: 8
- Ліван: 6
- Туреччина: 4
- Йорданія: 1
- Монголія: 1

Європа
- Італія: 202
- Німеччина: 130
- Швейцарія: 71
- Австрія: 41
- Греція: 41
- Польща: 36
- Чехія: 16
- Угорщина: 22
- Франція: 125
- Україна: 14
- Словенія: 9
- Хорватія: 8
- Словаччина: 8
- Португалія: 5
- Сербія: 6
- Кіпр: 5
- Болгарія: 6
- Литва: 2
- Люксембург: 6
- Ірландія: 1
- Косово: 1
- Північна Македонія: 1
- Росія: 1